# Wolk (beeld)
Wolk is een artistiek kunstwerk in Amsterdam-West. Het is een creatie van Han Schuil uit 2003. De titel is gegeven door de gemeente Amsterdam; de kunstenaar gaf tot 2008 zijn werk geen titels, aldus Het Parool (22 juli 2020).
De opdracht voor het beeld kwam van het Amsterdams Fonds voor de Kunsten, daarbij werd wel over "wolk" gesproken en Schuil hanteerde dat dan ook als werktitel. Het moest een kunstwerk worden als markeringspunt tussen De Baarsjes en het Rembrandtpark. Bij een latere controle bleek de werktitel omgezet te zijn in een “definitieve” titel. Schuil meldde in 2020 dat hij tijdens het maken meer geïnspireerd werd door een boksbeugel. Bij de keus voor plaatsing van het werk, viel het oog van de kunstenaar op een transformatorhuisje in het park, dat staat in de hoek van de Jan Evertsenstraat en de Orteliuskade. Hij zag in dat huisje een geschikte sokkel voor zijn beeld. Tegelijkertijd dacht hij, dat de gemeente daar nooit mee akkoord zou gaan, maar tot zijn verrassing kwam er toestemming. Het kunstwerk is goed te zien vanaf de brug 659 die vlak langs het beeld voert. Het rechthoekig object meet ongeveer zes bij negen meter en is verdeeld in vier vlakken die de kleuren geel en zwart meekregen en heeft een scherpe vorm. De kunstenaar meldde in 2020 via terugblik dat hij toen verslaafd was aan contrasterende kleuren.
In het bijna tweedimensionale werk zijn gaten uitgespaard. Het kunstwerk is daarbij oplopend geplaatst, hetgeen op bezwaren stuitte van mensen wonende aan de Orteliuskade, die tegen de (lege) achterkant van het kunstwerk aangekeken. Dit werd verholpen door hogere beplanting te plaatsen tussen de "kade" (de Orteliuskade loopt niet langs een waterweg) en het kunstwerk.
Han Schuil beschouwde zichzelf niet als schilder en beeldhouwer; hij noemde het een openluchtschilderij. Een eerder uitgegeven Het Parool omschreef het bij een latere expositie van de kunstenaar als het resultaat van een explosie.